# B.C. (tecknad serie)
B.C. är en amerikansk humoristisk dagspresserie i förhistorisk miljö, skapad av Johnny Hart. Den handlar om en grupp stenåldersmänniskor kallade B.C, Thor, Peter, Klumpis (Clumsy Carp), Grace, Jane, Wiley, Krullis (Curls) och Grog, och olika antropomorfa djur från olika geologiska tidsepoker. Bokstäverna B.C. är initialerna till en av figurerna, men kan också uppfattas som "Before Christ" (d.v.s. f.Kr.).  Serien har publicerats dagligen sedan starten den 17 februari 1958 vilket gör den till en av de längst publicerade dagsstripserierna om man räknar med att upphovsmannen gör serien. Den syndikeras av Creators Syndicate.
Johnny Hart avled den 7 april 2007, sedan han fått en stroke i sitt hem i Nineveh, New York. Serien fortsätter ändå att publiceras. Harts barnbarn Mason Mastroianni assisterade på serien redan innan Harts död och har tagit över skrivandet och tecknandet av serien, med assistans av brodern Mick Mastroianni och Harts dotter Perri.
Johnny Hart fick det svenska seriepriset Adamsonstatyetten 1975 för B.C.